# Костянтин Ліфшиц
Костянтин Якович Ліфшиц (англ. Konstantin Yakovlevich Lifschitz; *нар. 10 грудня 1976, Харків, УРСР) — швейцарський піаніст єврейського походження.

## Кар'єра
У п'ятирічному віці Костянтин Ліфшиц поступив у спеціалізовану музичну школу імені Гнесіна. Тетяна Зелікман була його найголовнішим учителем. Коли Костянтину було 13 років, він дав свій перший сольний концерт у Будинку шляхетних зборів (Будинок Союзів, МСК), який був зустрінутий з ентузіазмом. На випускному іспиті (1994) зіграв «Гольдберг-варіації», «Нічний Гаспар» та твори Олександра Скрябіна. Іншими його вчителями були Теодор Гутман, Володимир Тропп, Карл Ульріх Шнабель, Фу Цонг, Альфред Брендель, Леон Флейшер, Розалін Тюрек, Хеміш Мілн і Чарльз Розен. Ліфшиц не брав участі в жодному фортепіанному конкурсі.

## Вибрані рецензії
- Konstantin Lifschitz — review, The Guardian, 2011[5]
- Konstantin Lifschitz — review, The Independent, 2007[6]
- Bach's Songs of Innocence and Experience, All in a Day, NY Times, 2007[7]
- Schubert Piano works/Lifschitz/Palexa C[8].

## Нагороди
- музична премія ECHO — Найкращий міжнародний дебютант (1995) за дебютний запис
- нагорода «Ґреммі» — Номінація за запис варіацій Голдберга (1996)
- Асоційований спеціаліст, пізніше член Королівської академії музики (2003)
- Ровенна Прайз (Rowenna Prize) Фонду Ріда Костеллоу (Нью-Йорк; 2006)
- орден пр. Сергія Радонезького (МСК; 2007)